# Dieter Bokeloh
Dieter Bokeloh (ur. 28 stycznia 1942 w Benneckenstein, zm. 24 marca 2022 w Nordhausen) – niemiecki skoczek narciarski, który występował w latach 1961–1966 w reprezentacji NRD.
Reprezentował NRD na imprezie rangi mistrzowskiej jedynie podczas konkursu skoków narciarskich na dużej skoczni na zimowych igrzyskach olimpijskich w 1964 w Innsbrucku. W konkursie zajął czwarte miejsce.
Ponadto w sezonie 1962/1963 zwyciężył w Planicy w zawodach lotów narciarskich rozgrywanych w ramach Tygodnia Lotów Narciarskich, a w sezonie 1965/1966 wziął udział we wszystkich konkursach Turnieju Czterech Skoczni. W klasyfikacji generalnej 14. TCS został sklasyfikowany na 23. miejscu.

## Igrzyska olimpijskie
- Indywidualnie
  - 1964 Innsbruck (AUT) – 4. miejsce (duża skocznia)

## Turniej Czterech Skoczni
- 1965/1966 – 23. miejsce